# Giovanni Valente
Giovanni Valente (Nàpols, Campània, 1825 - 1890) fou un compositor italià.
Estudià en l'Escola Reial de Música de San Pietro a Magella i fou deixeble de Mercadante en la composició. El 1844 es presentà en el teatre Nuovo una òpera seva titulada L'invitato ad un ballo in maschera. El 1846 estrenà en el mateix teatre Sarto da Donna.